# Maomé ibne Alaxate Alquindi
Abu Alcácime Maomé ibne Alaxate ibne Cai Alquindi (em árabe: محمد بن الأشعث بن قيس الكندي; romaniz.: Abū al-Qāsim Muḥammad ibn al-Ash'ath ibn Qays al-Kindī; m. 686) foi o chefe dos quinditas em Cufa, sucedendo a seu pai Alaxate ibne Cais. Serviu como governador do Tabaristão sob o vice-rei omíada do Iraque Ubaide Alá ibne Ziade e mais tarde como governador de Moçul sob o califa anti-omíada Abedalá ibne Zobair. Morreu lutando pelo irmão deste último e governador do Iraque, Muçabe ibne Zobair, contra o governante pró-álida de Cufa, Almoquetar Atacafi, na Batalha de Harura em 686. Seu filho, Abederramão, mais tarde lideraria uma grande rebelião contra os omíadas em 700-703.

## Vida
Maomé era filho de Alaxate ibne Cais, o líder dos quinditas em Cufa, e o sucedeu após sua morte em 661. Seu irmão Cais também ocupou uma posição de liderança na tribo. De acordo com um relato citado pelo historiador do século IX Atabari, o governador omíada recém-instalado de Cufa, Ubaide Alá ibne Ziade, acusou Maomé de convocar o homem que escondia o dissidente pró-álida Muslim ibne Aquil ao palácio do governador. Ibne Aquil estava reunindo o apoio dos cufanos para Huceine ibne Ali, filho do califa Ali (r. 656–661) e neto do profeta Maomé, que se recusou a reconhecer o califa Iázide I (r. 680–683). Maomé mais tarde desempenhou um papel fundamental na defesa de ibne Ziade quando partidários de ibne Aquil cercaram o governador. ao forçar o último a se render e concordou em enviar uma carta em nome dele notificando Huceine para não ir a Cufa, onde esperava um apoio significativo.
Maomé casou sua filha com ibne Ziade. Este último o nomeou governador do Tabaristão, mas após a fuga de ibne Ziade à Síria após a morte de Iázide e o subsequente colapso da autoridade omíada, Maomé reconheceu o rival, o califa Abedalá ibne Zobair, que com base em Meca o nomeou governador de Moçul. Em resposta à supressão da nobreza árabe de Cufa pelo líder pró-álida Almoquetar Atacafi em 686, Maomé, que na época residia numa de suas fortalezas perto de Cadésia, conhecida como Tizanabade, se aliou ao governador zubaírida de Baçorá Muçabe ibne Zobair. Durante a Batalha de Harura, foi instalado como o líder das tropas cufanas, que haviam anteriormente desertado do líder pró-álida Almoquetar. Acabou sendo morto durante a batalha em circunstâncias pouco claras, com até quatro narrativas diferentes registradas na tradição muçulmana sobre a identidade de seu assassino. Os zubaíridas ganharam a batalha, mas a morte de Maomé foi lamentada por Muçabe, que comentou com seu tenente comandante, Almoalabe ibne Abi Sufra, "que alegria teria sido, se Maomé ibne Alaxate não fosse morto!"